# Xokonoschtletl Gomora

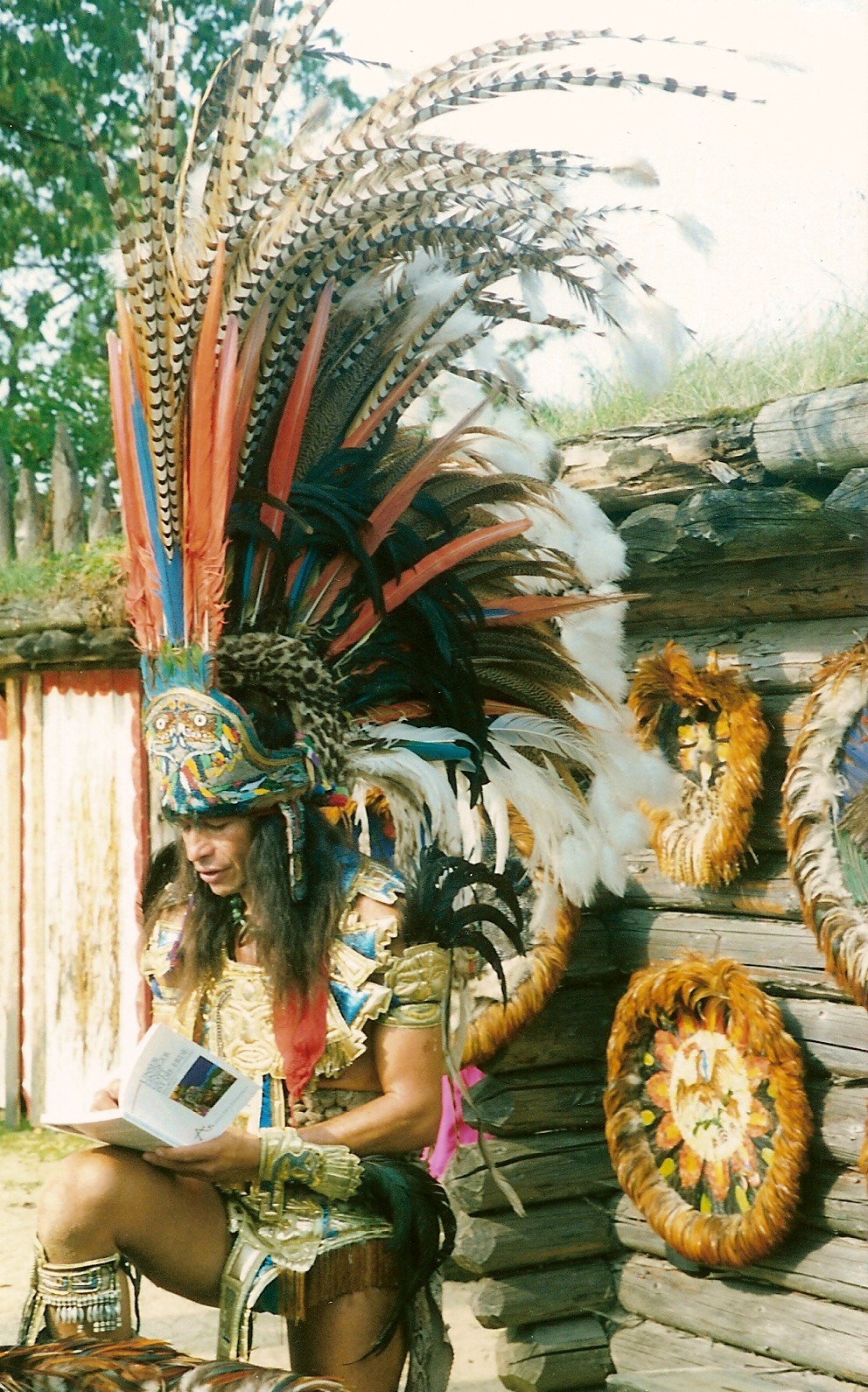
Xokonoschtletl Gomora signiert sein Buch „Unser einziger Gott ist die Erde“

Xokonoschtletl Gomora (* 17. Februar 1951 in Mexiko unter dem Namen Antonio Gómora) ist ein mexikanischer Tänzer, Aktivist, Neoschamane und Anführer einer mexikanischen indigenen Bewegung, die sich den Azteken zugehörig empfindet. Sein Ziel ist es, die im Weltmuseum in Wien aufbewahrte präkolumbische Federkrone Moctezumas (span. penacho) nach Mexiko zurückzubringen.

## Bedeutung des Namens
Der Name Xokonoschtletl [ʃokoˈnost͡ʃt͡ɬet͡ɬ] ist eine der deutschen Schreibweise angenäherte Zusammensetzung. Der Name wird von seinem Träger wie folgt erläutert: (Nahuatl: Xoko = „sauer“, „bitter“, Nosch (von „Noschtli“) = „Kakteenfeige“, Tletl = „Feuer“) bedeutet wörtlich „säuerliche/bittere und feurige Kakteenfeige“. Im übertragenen Sinn soll der Name in Anlehnung an die tiefen Wurzeln des Feigenkaktus aussagen: „Der, der sehr tiefe Wurzeln hat und sich dadurch ernähren und überleben kann“. Die lexikalisch belegten Elemente sind in der standardisierten Orthographie: xocotl, Jocote (Spondias myrobalanus), in Zusammensetzungen oft: säuerlich, nōchtli, Frucht von Opuntia ficus-indica und tletl, Feuer. Die Übersetzung wäre nach den Wortbildungsregeln des Náhuatl eher: säuerliches Kaktusfeigen-Feuer.

## Tätigkeitsfeld
Gomora begann als Fremdenführer und wurde zum indianischen Aktivisten. Er etablierte eine weite Unterstützerszene in Mitteleuropa und verfasste zahlreiche Bücher. Er ist Gründer des Kulturvereins für Völkerverständigung Yankuik Anahuak International und war Sprecher des Weltrats der indigenen Völker (World Council of Indigenous Peoples).
Er fühlt sich dem Volk der Azteken zugehörig und hat es sich zur Lebensaufgabe gemacht, einen Museumsgegenstand, den er als die heilige Federkrone des neunten Kaisers der Azteken, Motekuhzomatzin Xokoyotzin (auch genannt Montezuma oder Moctezuma) bezeichnet, nach Mexiko zurückzubringen, der sich zurzeit im Museum für Völkerkunde in Wien befindet. Diese Krone ist seiner Meinung nach von höchster spiritueller und ideeller Bedeutung für die mexikanischen Ureinwohner. Sie sei das Symbol für die Wiederkehr des Geistes ihres Herrn Montezuma, Natur, Frieden, Harmonie, Dualität, Weisheit und spirituelle Macht. Von wissenschaftlicher Seite wird bestritten, dass sich der Federkopfschmuck auf den aztekischen Herrscher zurückführen lässt.

## Werke
- Die wahre Geschichte der Azteken. Mexiko, 1986. Deutschland: Gfw-Verlag, Heidenheim 1987, ISBN 3-926876-00-X.
- Unser einziger Gott ist die Erde. Aurum-Verlag, Bielefeld 1988. Neuauflage: Aurum-Verlag, Bielefeld 1991, 1992, 1996, 2003, ISBN 3-591-08268-6.
- Ansichten eines Wilden über die zivilisierten Menschen. Gfw-Verlag, Heidenheim 1993. Österreich: NOI-Verlag, Klagenfurt 2002, ISBN 3-926876-07-7.
- Medizin der Mutter Erde/mit Birgit Frohn und Heiner Uber. Mosaikverlag, München 1996. Neuausgabe: Orbisverlag, München 2002, ISBN 3-576-10547-6.
- Was der Wind uns singt. Mosaikverlag, München 1996. ISBN 3-576-10691-X.
- Setzt Euch zu uns ans Feuer. Mosaikverlag, München 1997. ISBN 3-576-11042-9.
- Lo que nos susurra el viento. Barcelona 1998.
- Sentémonos al fuego. Barcelona 1998.
- Indianische Weisheiten über Feuer und Wind. Orbisverlag, München 2000, ISBN 3-572-01127-2.
- Überlegungen um das Bewußtsein zu verstärken. DigitalPrint.
- Príbehy a moudrosti aztéckych Indiánêu. Praha 2000.
- Juicio a España. Eugenisis de Zapopan, Xalisko/Mexiko 2007, ISBN 978-970-9758-67-2.
- Die Sonne des Jaguar. CD, John Silver Production, Berlin 2001.
- Wir sind ein Teil der Natur. Video-Edition, Schweisfurth Stiftung, ISBN 3-89672-443-6.
- Der Tanz der Rehe. Video/CD, Orpheus-Musiktheater Ostfildern.